# روتس کانادا
روتس کانادا (انگلیسی: Roots Canada) شرکت خرده‌فروشی پوشاک کانادایی است، که در سال ۱۹۷۳ تأسیس شد.